# Walk Through Exits Only
Walk Through Exits Only est le 1er album studio solo du chant et musicien de metal américain Phil Anselmo qui sort le 16 juillet 2013 sur le label d'Anselmo, Housecore Records, en Amérique du Nord et chez Season of Mist en Europe. L'album se classe en 35e position des ventes aux États-Unis lors de sa sortie.

## Liste des pistes
| No | Titre                                 | Durée |
| -- | ------------------------------------- | ----- |
| 1. | Music Media Is My Whore               | 1:54  |
| 2. | Battalion of Zero                     | 4:20  |
| 3. | Betrayed                              | 5:28  |
| 4. | Usurper's Bastard Rant                | 3:57  |
| 5. | Walk Through Exits Only               | 5:34  |
| 6. | Bedroom Destroyer                     | 4:45  |
| 7. | Bedridden                             | 2:26  |
| 8. | Irrelevant Walls and Computer Screens | 12:01 |

## Personnel
- Philip H. Anselmo: chant
- Marzi Montazeri: guitare
- Bennett Bartley: basse
- Jose Manuel Gonzales: batterie[4]